# 蒂尼和蓬
蒂尼和蓬（法語：Tugny-et-Pont，法語發音：[tyɲi e pɔ̃]）是法国上法蘭西大區埃纳省的一个市镇，属于圣康坦区。

## 地理
蒂尼和蓬（49°45'29"N, 3°9'17"E）面积5.89 平方千米，位于法国上法蘭西大區埃纳省，该省份为法国北部内陆省份，北起北部省，西接索姆省和瓦兹省，东临阿登省和马恩省，西南至塞纳-马恩省，东北部与比利时接壤。
与蒂尼和蓬接壤的市镇（或旧市镇、城区）包括：阿尔唐普、布赖圣克里斯托夫、迪里、弗吕基耶尔、阿庞库尔、圣西蒙。

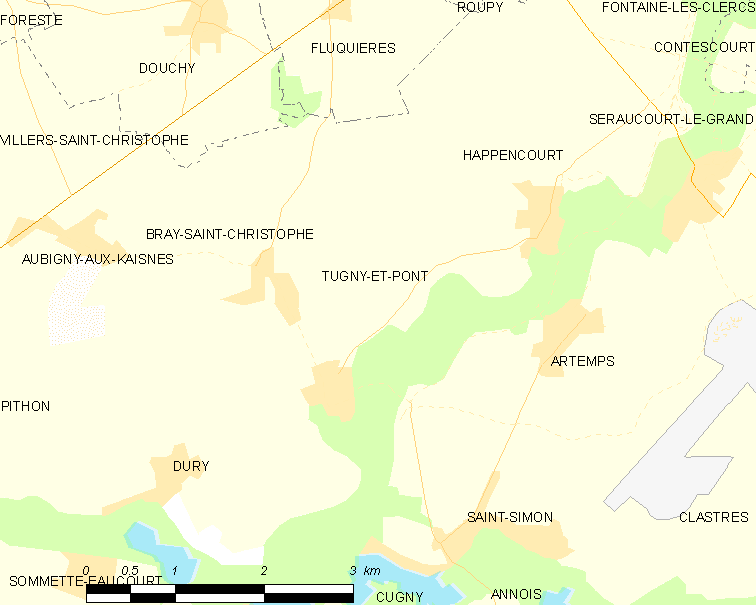
蒂尼和蓬的OSM定位图

蒂尼和蓬的时区为UTC+01:00、UTC+02:00（夏令时）。

## 行政
蒂尼和蓬的邮政编码为02640，INSEE市镇编码为02752。

## 政治
蒂尼和蓬所属的省级选区为里布蒙县。

## 人口

1962-2008年间蒂尼和蓬人口变化图示

蒂尼和蓬于2022年1月1日时的人口数量为283人。